# Temsa Opalin
Il TemSa Opalin è un modello di autobus prodotto dalla industria turca TemSa e destinato al mercato europeo.
L'Opalin è un modello di autobus di tipo medio prodotto nelle lunghezze di 8 e 9 metri e possiede un allestimento di tipo Gran Turismo.
L'Opalin è equipaggiato da un motore MAN posizionato centralmente ed è costruito su telaio autoportante.
L'Opalin non ha avuto molta diffusione in Italia dove è presente solo in qualche esemplare per conto di ditte private, ma ha avuto discreto successo nell'Europa dell'Est.